# 坊門信子
坊門信子（ぼうもん のぶこ、1193年—1274年10月19日），建久4年（1193年）出生，鎌倉時代女性人物。鎌倉幕府第3代将軍源实朝的正室。通称「西八条禅尼」。出家後法名「本觉尼」。父亲是公卿坊門信清。兄坊門忠信、坊門忠清。
元久元年（1204年），到鎌倉嫁给源实朝为正室，和源实朝关系虽好，但没有孩子。承久元年（1219年）实朝被公晓暗殺，坊門信子在寿福寺出家，回到京都。承久3年（1221年）5月，承久之乱，其兄与鎌倉幕府执权北條義時敌对敗北。在信子的求情下，坊門忠信、坊門忠清得以免死。
在九条大宮之地，修建丈夫的菩提寺、遍照心院（現在大通寺）。文永11年（1274年）9月18日去世。享年82岁。